# MFi認証

Made for iPodのロゴ

MFi認証（MFiにんしょう）は、「Made for iPhone/iPod/iPad」と呼ばれ、AppleのiPod、iPad、iPhoneで動作するハードウェアおよびソフトウェア周辺機器の開発者向けの認証プログラム。この名前は、MFiの元となったMade for iPodの短縮形である。
MFi認証は、ヘッドフォンジャック、Dockコネクタ、Lightningコネクタ、およびAirPlayサポートなど、さまざまな接続に対し行われる。MFiプログラムに参加し、認証を取得した企業は、「Made for iPod」バッジなど、MFi関連のロゴを製品パッケージに表示できる。

## Made for iPod
Made for iPod プログラムは、2005年1月11日に Macworld Expo で発表されたが、発表の直前にリリースされた一部の製品には、代わりに「Ready for iPod」というラベルが貼付されていた。当時、Appleはロゴ付きのすべての製品に売り上げ額の10%の請求すると報じられ、マスコミはこれを「税金」と揶揄した。iPodは、ミュートや音量調整などの追加の制御を可能にする拡張ヘッドフォンジャックを使用しており、ジャックまたはドックコネクタに差し込む製品に認証が提供されていた。
ドックコネクタを使用する場合、デバイスはApple Accessory Protocol（AAP）と呼ばれる単純なシリアルプロトコルを使用してiPodを制御でき、これは、（通常）19,200ビット/秒の通信信号を使用して、「音声メモを取る」や「音量を上げる」などのコマンドを含む短いパケットを送信できた。第3世代のiPodの導入により、AAPはヘッドフォン接続でも利用可能になった。これらの信号は、車の統合システムを含むリモートコントロールを可能にするために、多くのMade for iPodデバイスで使用されている。
すべてのiPodモデルは2022年までに廃止されたが、MFiプログラムは引き続き存在している。

## iPhone登場以降

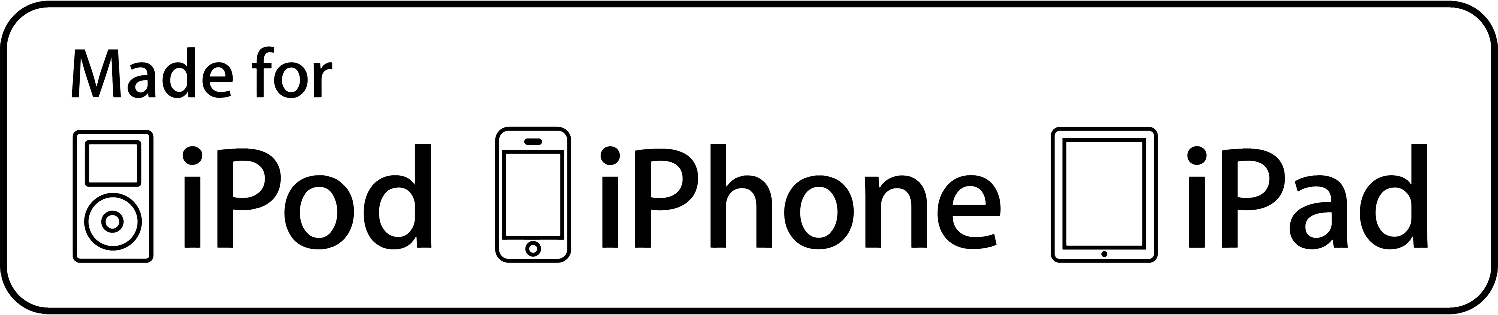
Made for iPod、iPhone、iPadのロゴ

iPhoneの登場により、プログラム名に「Made for iPhone」が追加され、その後、iPadが発売され「Made for iPod、iPhone、iPad」となった。プログラム名は2010年頃に正式にMFiに変更されたが、MFiはそれまでも非公式に使用されていた。
MFi認証は、無線で音楽を転送するための AirTunesにも対応した。AirTunesは、2004年にiTunesに最初に導入された。その後、Apple TVなどのデバイスをサポートするためにビデオ出力機能が追加され、AirPlayに改称された。

## Lightningコネクタ
LightningコネクタはMFi認証を必須とする追加のプロトコルを導入した。Appleは技術的な要件に加えて、ライセンス契約の更新を通じて、すべてのサードパーティデベロッパがAppleのサプライヤー 行動規範に同意することを要求した。

## iOS 7以降
2013年の WWDCでのiOS 7のリリースで、iOSデバイスにクリップする本体を挟み込む有線接続、及び完全に独立した無線接続のゲームコントローラーの新しいMFi認証が発表された。
HomeKit対応のハードウエア及びアプリケーションを開発したい開発者は、MFi認証を受ける必要がある。